# Miličinica
Miličinica (cyr. Миличиница) – wieś w Serbii, w okręgu kolubarskim, w mieście Valjevo. W 2011 roku liczyła 762 mieszkańców.